# Нефф, Гарретт
Гарретт Нефф (англ. Garrett Neff, род. 12 апреля 1984, Уилмингтон) — американский манекенщик и фотомодель.

## Биография
Родился в Америке, в Уилмингтоне, штат Делавэр, в семье Деборы и Уилера Неффов в 12 апреле 1984 года. У Гарретта есть сестра, которая работает адвокатом. Учился в университете Бакнелла, где изучал маркетинг, также играл в футбол и теннис и был членом первой теннисной команды.
Карьера Гарретта началась в международном аэропорту Майами в 2005 году, где он был замечен скаутом агентства Click Model Management. Гарретт работал с такими брендами как Abercrombie & Fitch, Benetton и Karl Lagerfeld. Также его фотографии появлялись в таких изданиях, как GQ, V Man, French Vogue и L’Officiel Hommes. В ноябре 2010 года ушёл из агентства Click Model Management и заключил контракт с Why Not Model Agency.
На данный момент Гарретт Нефф — один из наиболее востребованных и высокооплачиваемых мужчин-моделей мира. Является официальной моделью мужской линии Calvin Klein, снимался для рекламы белья Calvin Klein, а также появлялся в рекламе аромата бренда.
Гарретт входил в топ-50 лучших мужских моделей за 2010 год по версии models.com. Кроме того, в 2009 году он занял 5-е место в рейтинге самых успешных мужчин-моделей журнал Forbes.
Снимался c Мариной Джеймсон для GO SPAIN, в трейлере по роману «50 оттенков серого», по версии X-Art.